# Annet-sur-Marne
Annet-sur-Marne település Franciaországban, Seine-et-Marne megyében. Lakosainak száma 3329 fő (2022. január 1.). Annet-sur-Marne Thorigny-sur-Marne, Villevaudé, Carnetin, Claye-Souilly, Dampmart, Fresnes-sur-Marne és Jablines községekkel határos.

## Népesség
A település népességének változása:
| Lakosok száma | 3245 | 3253 | 3318 | 3278 | 3274 | 3281 | 3305 | 3317 | 3329 |
|               | 2013 | 2015 | 2016 | 2017 | 2018 | 2019 | 2020 | 2021 | 2022 |